# امانوئل استوکبروکس
امانوئل استوکبروکس (انگلیسی: Emmanuel Stockbroekx؛ زادهٔ ۲۳ دسامبر ۱۹۹۳) بازیکن هاکی روی چمن اهل بلژیک است.